# Dálnice 52
Die Dálnice 52 (tschechisch für „Autobahn 52“) ist eine Autobahn in Tschechien und Teil der Europastraße 461. Sie soll im Endausbau und in Verbindung mit der österreichischen Nord/Weinviertel Autobahn A5 die Städte Brünn und Wien verbinden. Derzeit verläuft die D52 von der Anschlussstelle Rajhrad bis zur Anschlussstelle Pohořelice-Süd. Dort geht sie auf die Silnice I/52 über, welche über Mikulov zur Grenze mit Österreich bei Drasenhofen führt. Auf österreichischer Seite besteht derzeit über die Brünner Straße B7 bzw. über die Autobahn A5 Anschluss nach Wien.
Bis zum 31. Dezember 2015 war die Straße als Schnellstraße klassifiziert und trug die Bezeichnung Rychlostní silnice 52. Die D52 ist als Autostraße ausgeschildert und vignetten- bzw. mautpflichtig. Der Abschnitt zwischen Modřice und Pohořelice wurde 1996 eröffnet.

## Ausbau
Die österreichische A5 soll bis zur tschechischen Grenze verlängert werden. Am 23. Januar 2009 wurde ein Staatsvertrag zwischen Tschechien und Österreich abgeschlossen, der eine Verlängerung auf tschechischer Seite als D52 zur bestehenden D52 bei Pohořelice vorsieht. Damit wäre künftig eine durchgehende Autobahnverbindung zwischen Wien und Brünn geschaffen.
Das Projekt einer „Westtangente Brno“, die Trassenvarianten der D52 vorsieht, die bei Modřice bzw. Rajhrad von der bisherigen D52 abzweigen und zu einem neuen Autobahnkreuz mit der D1 bei Troubsko führen, um dann als D43 über Kuřim bis zur D35 fortgesetzt zu werden, ist in der langfristigen Planung zur Entwicklung des Großraumes Brünn enthalten. Im Jahr 2003 wurde eine Studie über Trassenvarianten zwischen dem neuen Autobahnkreuz bei Troubsko (D1 km 188,5) und Rajhrad erstellt. Im Ergebnis wurden zwei Varianten für die R52 erarbeitet, die die Ausführung als Schnellstraße mit Querschnitt R 26,5 und einer Entwurfsgeschwindigkeit von 120 km/h in diesem Abschnitt vorsehen. Die Pläne enthalten in diesem Bereich mehrere Tunnelbauwerke, die zwischen 492 m und 1090 m lang sein sollen. Allerdings handelt es sich hierbei lediglich um Vorentwürfe, die noch keinen verbindlichen Charakter tragen, sondern erst nach Festlegung der Grundsätze der territorialen Entwicklung der Region Südmähren konkretisiert werden können. Eine Trassenvariante verläuft auf der Strecke der vor 1945 im Bau befindlichen Reichsautobahn Wien–Breslau, die jedoch nie fertiggestellt wurde.
Die Umweltverträglichkeitsprüfung für den Abschnitt zwischen Pohořelice und der österreichischen Grenze wurde 2025 abgeschlossen. Die Bauarbeiten sollen von 2026 bis 2032 stattfinden und etwa 10 Milliarden Kronen (etwa 407 Millionen Euro) kosten.